# JEX取引所
JEX(ジェックス)は、ビットコインオプションを始め、ビットコインFXと仮想通貨現物が取引できる香港での仮想通貨取引所である。セーシェル共和国に登記されている。
2017年12月に設立され、2018年1月1日にサイトが上場した。ビットコイン、イーサリアムなどの仮想通貨サービスが提供する。
2019年9月、仮想通貨大手取引所のバイナンス（Binance）により買収されたと発表された。デリバティブ商品の拡充を目指したものだという。

## 主なサービス
仮想通貨現物の取引ビットコイン建て、イーサリアム建て、USDT建てがある。ビットコイン等各種仮想通貨の購入・売却が可能。Binance ETFとHuobi ETFも購入・売却が可能。
仮想通貨オプションの取引ビットコイン、イーサリアムなどのヨーロッパオプションが取引・空売りが可能である。コールオプションもプットオプションも購入・転売・空売りが可能である。
ビットコインFX（先物取引）追証なし、満期なしのビットコイン無期限契約（ビットコインFX）である。最大100倍レバレッジ。

## 取り扱い通貨
ビットコインのみならず、それ以外の仮想通貨も取り扱っている。
- JEX：JEX Token(JEXトークン)
- BTC：Bitcoin(ビットコイン)
- ETH：Ethereum（イーサリアム）
- BCH（またはBCC）: Bitcoin Cash（ビットコインキャッシュ）
- USDT：Tether（USDT）
- LTC: Litecoin（ライトコイン）
- EOS：EOS（イオス）
- DASH: Dash（ダッシュ）
- BNB：Binance Coin（BNBコイン）
- HT：Huobi Token（HTトークン）
- OMG：OmiseGO（オミセゴー）
- QTUM：QTUM（クアンタム）
- NEO：NEO（ネオ）
- WICC：WaykiChain（ウェイキチェーン）
- ZIL：Zilliqa（ジリカ）
- BTM：Bytom（バイトム）
- GNT：Golem（ゴーレム）
- IOST：IOST（アイオーエス）
- ELF：aelf（エルフ）
- Binance ETF
- Huobi ETF